# نیترو بلو تترازولیوم کلرید
نیترو بلو تترازولیوم کلرید (به انگلیسی: Nitro blue tetrazolium chloride) با فرمول شیمیایی C40H30Cl2N10O6 یک ترکیب شیمیایی با شناسه پاب‌کم 5976 است. که جرم مولی آن ۸۱۷٫۶۴ گرم بر مول می‌باشد. شکل ظاهری این ترکیب، پودر کریستالی زرد است.